# Tư Đồ Cẩm Nguyên
Tư Đồ Cẩm Nguyên (tiếng Trung: 司徒錦源, tiếng Anh: Szeto Kam-Yuen, 11 tháng 7, 1964 - 13 tháng 10, 2012) là một cố nhà biên kịch phim người Hồng Kông. Ông là tác giả của một số kịch bản từ các bộ phim nổi tiếng như Sát Phá Lang, Tây du ký: Đại náo Thiên cung, Đảo hỏa tuyến, và đã có thời gian làm nhà biên kịch cho một số tác phẩm của TVB và hãng phim Ngân Hà.

## Sự nghiệp
Tư Đồ Cẩm Nguyên sinh ngày 11 tháng 7 năm 1964 tại Hồng Kông. Ông bắt đầu sự nghiệp khi gia nhập TVB vào năm 1983 và tham gia viết kịch bản cho một số bộ phim truyền hình ăn khách. Năm 1989, ông gia nhập đài truyền hình Á Châu cùng với người cộng sự Vi Gia Huy. Hai năm sau, ông trở về đài TVB và tham gia hoạt động viết kịch bản cho các bộ phim khác cho đến khi anh chia tay đài TVB vào năm 2001.
Từ năm 1997, ông gia nhập hãng phim Ngân Hà và tham gia viết kịch bản cho một số bộ phim của Vi Gia Huy và Đỗ Kỳ Phong. Song song khi làm việc tại hãng phim này, ông còn viết kịch bản cho một số bộ phim khác như Sát Phá Lang, Đảo hỏa tuyến, hay Tây du ký: Đại náo Thiên cung.
Kể từ năm 2011, sức khỏe của Cẩm Nguyên đã có dấu hiệu bất ổn khi anh bị chẩn đoán mắc bệnh ung thư phổi. Sau một năm điều trị, ông lặng lẽ ra đi tại một căn nhà riêng ở Hồng Kông vào ngày 13 tháng 10 năm 2012, hưởng thọ 48 tuổi.